# Липовский сельсовет (Гомельская область)
Липовский сельсовет — административная единица на территории Калинковичского района Гомельской области Республики Беларусь. Административный центр — агрогородок Липов.

## Состав
Липовский сельсовет включает 8 населённых пунктов:
- Вязовица — деревня.
- Гоголев — деревня.
- Косетов — деревня.
- Липов — агрогородок.
- Мироненки — деревня.
- Переток — деревня.
- Раков — деревня.
- Хомичи — деревня.